# Дубова (балка)
Дубова (рос. Б. Дубовая) — балка (річка) в Україні у Павлоградському районі Дніпропетровській області. Права притока Малої Тернівки (басейн Дніпра).

## Опис
Довжина балки приблизно 7,04 км, найкоротша відстань між витоком і гирлом — 6,28  км, коефіцієнт звивистості річки — 1,12 . Формується декількома балками та загатами.

## Розташування
Бере початок на південно-східній стороні від села Затишне. Тече переважно на південний схід і у селі Жемчужне впадає у річку Малу Тернівку, праву притоку Самари.

## Цікаві факти
- Біля витоку річки на північно-західній стороні розташована Волошанська дача[2].
- У XIX столітті навколо балки існувало багато скотних дворів та вітряних млинів[1].